# گویج (هریس)
گویج روستایی در استان آذربایجان شرقی است که در دهستان مواضع‌خان شمالی بخش خواجه شهرستان هریس واقع شده‌است.این روستا دارای آب و هوای معتدل و کوهستانی می باشد
دارای 180خانوار و 780نفر جمعیت می باشد.